# Hans Walter Schmidt-Polex
Hans Walter Schmidt-Polex (* 2. Oktober 1900 in Frankfurt am Main; † 8. März 1978 in München) war ein deutscher Jurist und Manager in der Versicherungswirtschaft.

## Leben
Hans Walter Schmidt-Polex entstammte der Frankfurter Kaufmanns- und Bankiersfamilie Schmidt-Polex und war der Sohn des Carl Schmidt-Polex (1853–1919) und dessen Ehefrau Melly Andreae (* 1861). Er studierte Rechtswissenschaften an der Universität Heidelberg und wurde dort wie schon sein Vater Mitglied des Corps Rhenania. 1922 schloss er seine Studien mit der Dissertation Das parlamentarische System in den deutschen Landesverfassungen als Dr. jur. ab und trat als Regierungsassessor in das Preußische Landwirtschaftsministerium ein. In den Jahren von 1934 bis 1937 war er Reichskommissar an der Berliner Börse. Mit Beginn des Zweiten Weltkrieges wurde er als Offizier zur Abwehrstelle Wien eingezogen. Dort kam er mit dem Leiter Rudolf von Marogna-Redwitz (Widerstandskämpfer) in Kontakt. Dieser forderte ihn auf, ihn mit Leuten aus der Wirtschaft, die dem Regime feindlich und ablehnend gegenüberstehen, in Verbindung zu bringen.
Marogna-Redwitz wurde am 12. Oktober 1944 in Berlin-Plötzensee hingerichtet.
Schmidt-Polex wurde in diesem Zusammenhang 1944 im Rahmen der Aktion Gitter verhaftet und bis 1945 interniert.
Er war Vorstandsvorsitzender der Wiener Allianz-Versicherungs-AG und später Vorstand der Allianz-Versicherungs-AG mit ihrem Sitz in München. Zugleich war er Vorstandsmitglied der Frankfurter Versicherungs-AG und von 1959 an Generaldirektor der Europäischen Güter- und Reisegepäck-Versicherung mit Sitz in München. Er war Direktor der Bayerischen Versicherungsbank, Tochtergesellschaft der Allianz.
Obwohl sein Tätigkeitsfeld in München lag, nahm er sich die Zeit, um ehrenamtliche Arbeit im Vorstand der Freunde und Förderer der Johann-Wolfgang-Goethe-Universität in Frankfurt e. V. zu leisten. Der Verein legte den Grundstock für die Paul-Ehrlich-Stiftung.
Dank seines Einsatzes förderte die Bundesregierung von 1960 an den Paul-Ehrlich-Preis mit 100.000 DM jährlich.
Dafür wurde Schmidt-Polex 1953 zum Ehrenbürger und 1957 zum Ehrensenator der Universität ernannt.
Zum 1. Mai 1933 wurde er Mitglied der NSDAP.

## Auszeichnungen
- Kommandeurskreuz des Italienischen Verdienstordens.
- Kommandeurskreuz des päpstlichen Gregoriusordens.

## Veröffentlichungen
- Unser Orber Revier, Erinnerungen an ein Jägerparadies, 1987